# Rekle (województwo podlaskie)
Rekle – wieś w Polsce położona w województwie podlaskim, w powiecie monieckim, w gminie Krypno.
Wieś królewska (sioło), należąca do wójtostwa długołęckiego starostwa knyszyńskiego w 1602 roku, położona była w 1795 roku w ziemi bielskiej województwa podlaskiego. W latach 1975–1998 miejscowość położona była w województwie białostockim.
Wierni kościoła rzymskokatolickiego należą do parafii Narodzenia Najświętszej Maryi Panny w Krypnie.